# Mica Trofrtaljka
Milica Ostojić (Milićevci, 2. jul 1940 — Soko Banja, 7. mart 2020) poznatija kao Mica Trofrtaljka bila je srpska folk pevačica. Poznata je po šaljivim, erotskim folk pesmama, kao i po pojavljivanju u više srpskih filmova. Kritikovana zbog prirode svojih pesama, okarakterisanih kao šund, Mica je često isticala da treba povesti računa o pristupu istim pesmama, kao i da ne treba zaboraviti njihovu namenu. Pevačica u dokumentarnom filmu o svojoj karijeri izjavila da je njen osnovni cilj bio da kroz kafansko druženje zabavi i nasmeje publiku sedamdesetih godina. U istom filmu osvrnula se na propast jugoslovenskog kafanskog duha i na komercijalizaciju muzike.

## Biografija
Pevačku karijeru Milica je započela 1968. u selu Milićevci kod Čačka. U Nišu je snimila debi singl sa pesmom Davorike dajke koja je postala veliki hit i više puta je obrađivana. Neke od njenih najpoznatijih pesama su: Mica krojačica, Trofrtaljka, Hoće deda malo meda,  labavi ume da zabavi, Muško mi treba, Jeremiji kunac do kolena, Ja sam novi vozač, Udri Milju po fitilju, Pevačica sam od glave do pete, Sedam dana nisam milovana, Drž se kćeri čvrstog kursa. Nadimak Trofrtaljka dobila je po istoimenoj pesmi, što joj je kasnije postalo i umetničko ime. Njeno ime postalo je i sinonim za pevačice koje pevaju šaljive, mangupske narodne pesme. Sa Rambom Amadeusom i Borom Čorbom snimila je pesmu Amerika i Engleska biće zemlja proleterska, a sa grupom Twins obradu pesme Motori grupe Divlje jagode.
Dana 1. septembra 2013. Trofrtaljka je otišla u selo Lisović i time postala učesnica pete sezone rijaliti-šoua Farma. Zamisao je da takmičari borave na stočarskom imanju i obavljaju seoske poslove, dnevne i nedeljne zadatke. Međutim, u prepodnevnim časovima 8. septembra iste godine, nakon samo sedam dana boravka na imanju, Mica je iz zdravstvenih razloga odustala od daljeg učešća u rijalitiju.
Preminula je 7. marta 2020. godine.

## Diskografija

### Singlovi
- 1968. Milica Ostojić - Mica ‎– Davorike dajke (Diskos ‎– EDK-5251)
- 1969. Milica Ostojić - Mica ‎– Imam nešto, al' ne dam (Diskos ‎– EDK 5265)
- 1970. Mica Ostojić - Mica „Davorika“ ‎– Moja roba, moj dućan (Diskos ‎– EDK 5298)
- 1971. Milica Ostojić - Mica ‎– Poceraj, oblagaj (Diskos)
- 1972. Mica Ostojić „Trofrtaljka“ ‎– Trofrtaljka (Diskos ‎– EDK-5420)
- 1974. Mica Ostojić ‎– Tužan pogled u džepove prazne (Diskos ‎– NDK 4277)

### Albumi
- 1976. Milica Ostojić ‎– Milica Ostojić (Diskos ‎– LPD 826)
- 1985. Mica Ostojić peva šaljive pesme (Diskos)
- 1986. Pesme za razbibrigu/Lepa Mica Super Davorika (Helidon ‎– FLP 04-079)

### Kompilacije
- 1999.  (Tioli Records)
- 2007. Mica Ostojić Trofrtaljka & Mersa Miljković Meri, Šaljive pesme, Dupli CD (Diskos)

izvor:   (ukoliko nije drugačije navedeno)

## Filmografija
- Miris poljskog cveća (1977) — Kafanska pevačica
- Široko je lišće (1981)
- Mi nismo anđeli (1992) — Majka
- Lepa sela lepo gore (1996) — Teta Đana
- Rane (1998) — Mušterija
- A3 — Rock'n'Roll uzvraća udarac (2006) — Mladina majka
- Sveti Georgije ubiva aždahu (2009) — Svraka

izvor: (ukoliko nije drugačije navedeno)

## Spoljašnje veze
- Mica Trofrtaljka na sajtu  (jezik: engleski)
- Milica  Ostojić na sajtu  (jezik: engleski)